# Gracie Carvalho

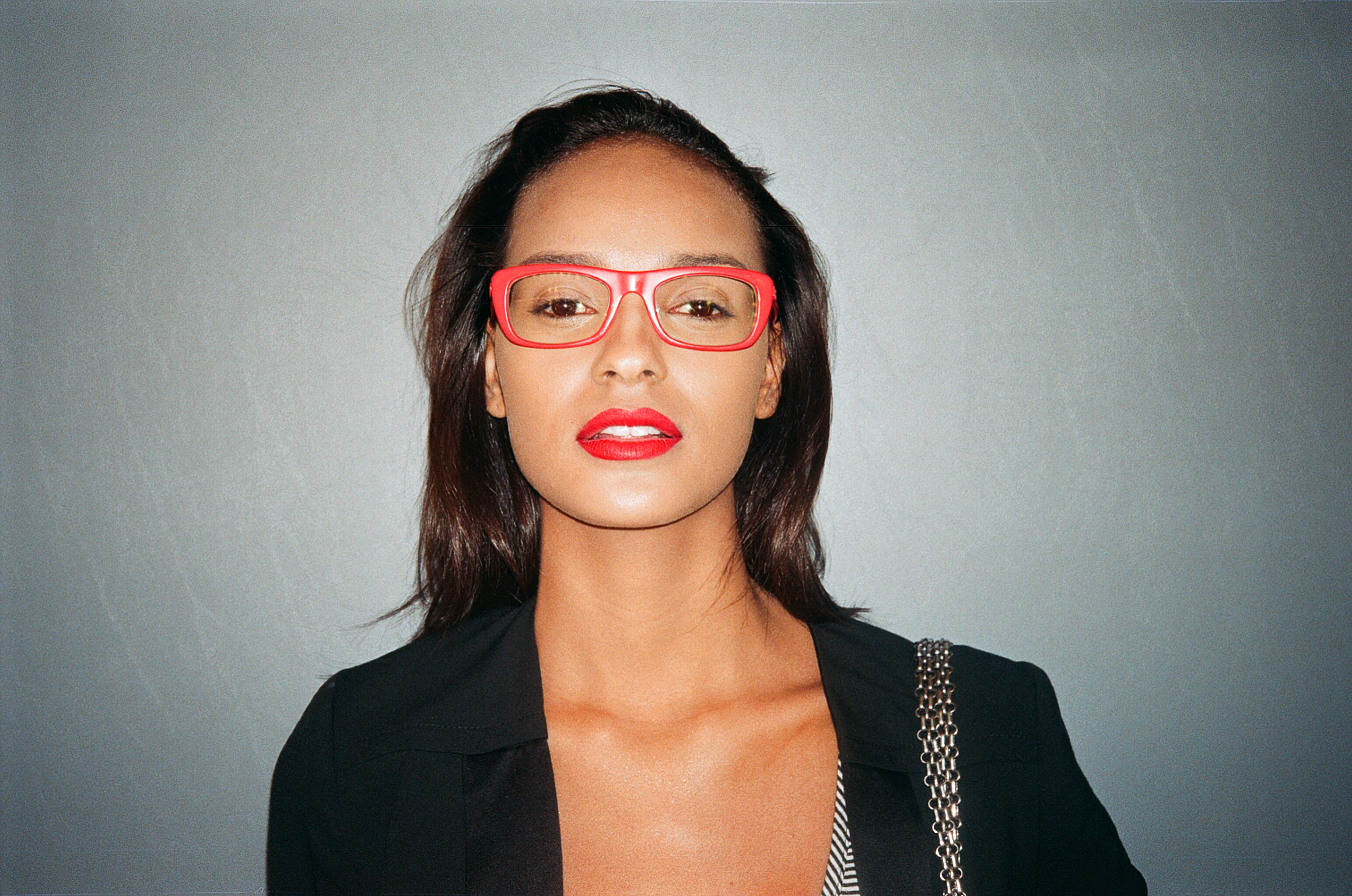
Gracie Carvalho (2011)

Gracie Carvalho (* 23. Juli 1990 in São José dos Campos oder Campinas, São Paulo) ist ein brasilianisches Foto- und Laufstegmodell.

## Leben
Gracie Carvalho unterzeichnete im Jahre 2007 einen Vertrag mit dem brasilianischen Way Model Management und wurde sofort für nationale Laufstegshows und Modemagazine gebucht. Zu ihren ersten wichtigen Auftritten zählten im Januar 2008 ihre Teilnahmen an den Modewochen von Rio de Janeiro und São Paulo. In ihrer Heimat schmückte sie bald die Cover der brasilianischen Ausgaben von L‘Officiel, Vogue und Elle. Wenig später wurde Gracie von der US-amerikanischen Marilyn Agency unter Vertrag genommen.
Mit ihrer Übersiedelung nach New York im Herbst 2009 gelang Gracie Carvalho der internationale Durchbruch. Bekannt wurde das dunkelhäutige Model vor allem durch ihre Nacktaufnahme (Shooting im November 2009 in ihrer brasilianischen Heimat) im Pirelli-Kalender 2010 und ihre Teilnahme an der Victoria’s Secret Fashion Show, ebenfalls 2010. Seitdem arbeitete die Brasilianerin für zahlreiche internationale Bekleidungsfirmen und Modelinien wie DKNY, Gap, C&A, Kenneth Cole, Max Azria, Carolina Herrera, Express, Ralph Lauren, Vera Wang und Tory Burch. Auf Pariser Laufstegen präsentierte sie Mode der Designer Giambattista Valli, Kris Van Assche und Stella McCartney, danach (wieder in New York) wurde Gracie Carvalho von Jason Wu, Diane von Fürstenberg und Miu Miu gebucht.